# Jüdische Gemeinde Sarrebourg

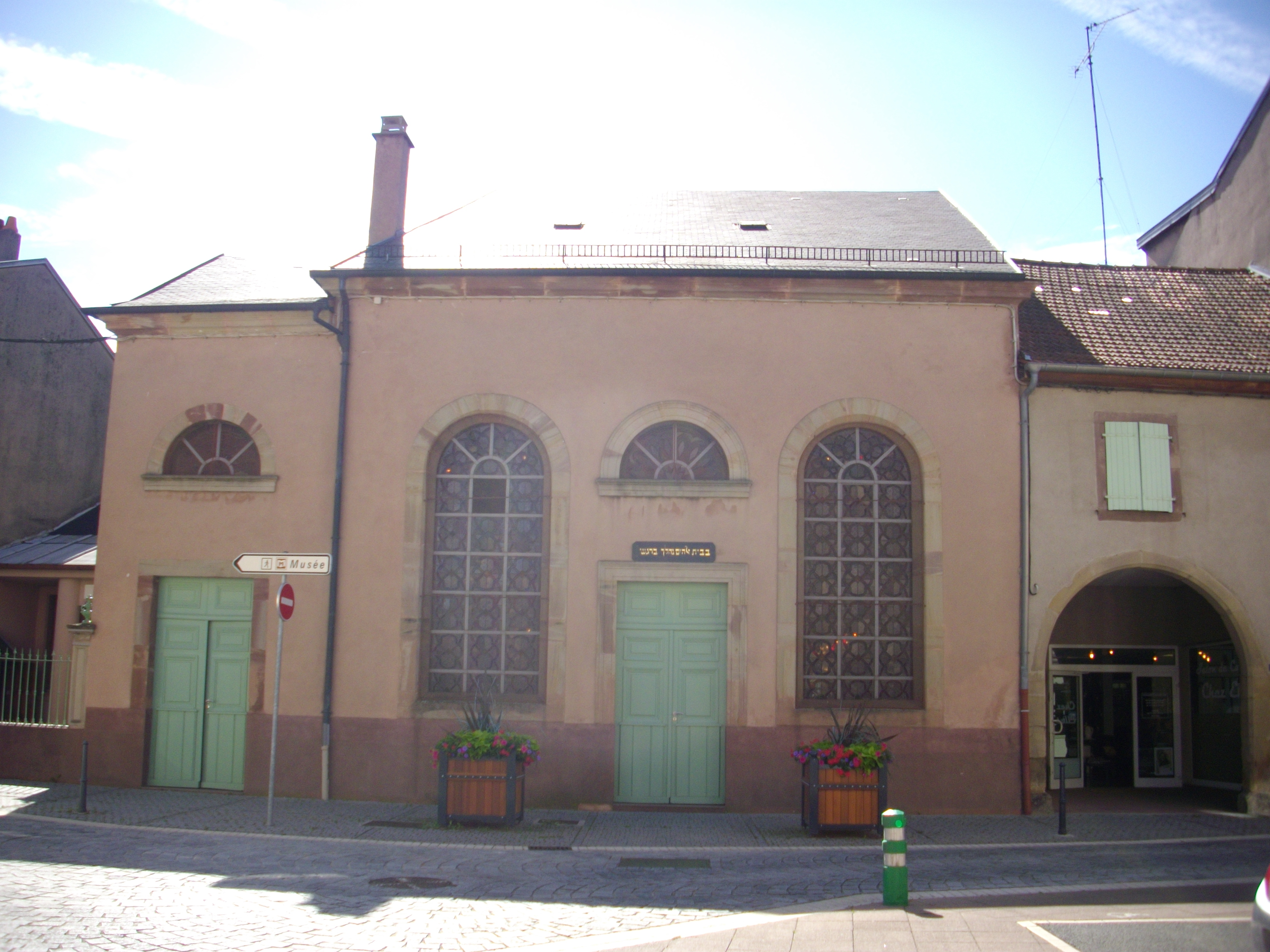
Synagoge in Sarrebourg

Eine Jüdische Gemeinde in Sarrebourg, einer französischen Stadt im Département Moselle in Lothringen, gab es bereits seit dem 18. Jahrhundert.

## Geschichte
Die jüdische Gemeinde von Sarrebourg, die von 1823 bis 1845 einen Gebetssaal gemietet hatte, errichtete 1846 an der Rue du Sauvage eine Synagoge, die heute noch besteht. Die jüdische Gemeinde Sarrebourg gehörte von 1808 bis 1871 zum israelitischen Konsistorialbezirk Nancy, seither zum Konsistorialbezirk Metz.

## Friedhof
Der jüdische Friedhof von Sarrebourg befindet sich an der Straße nach Buhl-Lorraine. Die ältesten erhaltenen Grabsteine (Mazevot) sind von 1781/83.